# رضوان مرابط
رضوان مرابط (31 بوليو 1963) هو أكاديمي واستاذ وباحث ومهندس مغربي.

## حياته
ولد رضوان مرابط عام 1963 في مدينة وجدة، وعُين رئيسا لجامعة سيدي محمد بن عبد الله في مدينة فاس في 21 يونيو 2018 من قبل مجلس حكومة الملك محمد السادس.
حاصل على دكتواره في شبكات الاتصالات من كلية العلوم التطبيقة بجامعة بروكسل الحرة في بروكسل، بلجيكا، عام 1995، وحاصل على دبلوم نظم المعلوماتية في الدراسات المعمقة من جامعة بيير وماري كوري، باريس، فرنسا عام 1987، وهو مهندس دولة حاصل عليها في مجال أنظمة الحاسوب من المدرسة المحمدية للمهندسين من جامعة محمد الخامس عام 1987.
بدأ حياته المهنية كأستاذ مساعد في المدرسة العليا للتكنولوجيا جامعة سيدي محمد بن عبد الله في فاس (بين نوفمبر 1987 وسبتمبر 1990)، واصل مسيرته المهنية في المدرسة الوطنية العليا للمعلوميات وتحليل النظم (ENSIAS)، وهي مدرسة هندسية متخصصة في علوم الحاسوب، من يوليو 1996 حتى يونيو 2018، وأصبح مديرًا لها بين نوفمبر 2007 وديسمبر 2010، وهو الرئيس الأسبق لجامعة محمد الخامس السويسي من ديسمبر 2010 إلى أغسطس 2014، ورئيس جمعية الإنترنت فرع المغرب منذ 9 ديسمبر 2018، هي جمعية مغربية غير ربحية تأسست نوفمبر 1995، مهمتها هي مساعدة المنظمات على تنفيذ وتطوير وتأمين البنى التحتية للإنترنت الخاصة بهم.
وقد شغل أيضًا منصبًا كعضو في المجلس التنسيقي الوطني للتعليم العالي منذ يوليو 2018، وهو عضو في مجلس إدارة جامعة نايف العربية للعلوم الأمنية وعضو في مجلس إدارة أحد المراكز في وزارة التعليم العالي والبحث العلمي باتحاد جامعات العالم الإسلامي منذ يناير 2019. وهو مدير كرسي اليونسكو في نظم التعلم مدى الحياة - المغرب (منذ 8 ديسمبر 2021)، وعضو المجلس التنفيذي لاتحاد الجامعات العربية (منذ يناير 2021)، وعضو اللجنة الوزارية المكلفة بنظام المعلومات العالمي والمتكامل للتعليم العالي (منذ 6 ديسمبر 2021).
أسس عدة مراكز مشتركة لجامعة محمد الخامس السويسي منها: مركز التعلم الإلكتروني، ومركز التدريب والخبرة للأعمال، ومركز الابتكار والاحتضان. وهو أيضًا مؤسس كلية العلوم الإنسانية والاجتماعية، وهي أول مركز فكري مؤسسي في جامعة محمد الخامس السويسي.

## مناصب وعضوية
- رئيس الجمعية المغربية للإنترنت.
- رئيس جامعة محمد الخامس في الرباط من عام 2012 حتى 2014.
- مدير المدرسة الوطنية العليا للمعلومات وتحليل النظم في الرباط من عام 2007 حتى 2010.
- عضو اللجنة الوطنية لتنسيق التعليم العالي، وعضو اللجنة البيداغوجية المنبثقة عنها.
- رئيس اللجنة الجهوية للرياضة الجامعية.
- عضو اللجنة التوجيهية للمخطط المديري للموارد البشرية بوزارة التعليم العالي والبحث العلمي منذ عام 2012.
- عضو مجلس ادارة المعهد العالي للإدارة في الرباط.
- مسؤول عن تخصص شبكات الاتصالات بالمدرسة الوطنية العليا للمعلوماتية وتحليل النظم.
- المؤسس لمركز الجامعي للعمل الثقافي التابع لجامعة محمد السادس.
- نائب رئيس مؤسسة روح فاس منذ مطلع 2020، وهي المنظم الرسمي لمهرجان الموسيقى الروحية.

## جوائز
- لقب أستاذ فخري من جامعة محمد الخامس بالرباط في 21 ديسمبر 2017.
- الجائزة العربية للتميز المهني عام 2020.
- جائزة التميز لـ 100 شخصية فاعلة في المجتمع من مركز آفاق للدراسات الثقافية المغربية اليمنية عام 2020.
- جائزة الاستحقاق الممنوحة من الأميرة سلمى بناني في 5 ديسمبر 2012.
- كأس 3 قلوب الشرق الذي منح من قبل طلاب المدرسة الوطنية للعلوم التطبيقية.
- جائزة الاستحقاق من مؤسسة الملاحضون ميديا في 28 ديسمبر 2014.